# Rubus faberi
Rubus faberi är en rosväxtart som beskrevs av Wilhelm Olbers Focke. Rubus faberi ingår i släktet rubusar, och familjen rosväxter. Inga underarter finns listade i Catalogue of Life.